# Zygmunt Klemensiewicz (Physiker)

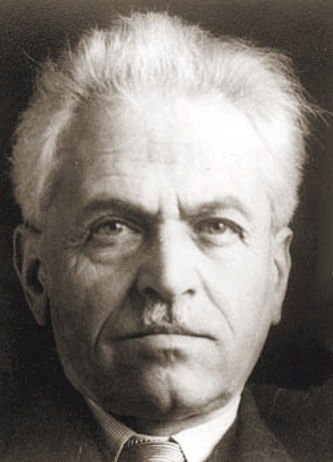
Zygmunt Aleksander Klemensiewicz (vor 1938)

Zygmunt Aleksander Klemensiewicz (* 24. April 1886 in Krakau; † 25. März 1963 in Gliwice) war ein polnischer Physiker, Physikochemiker und Bergsteiger.

## Leben
Seine Eltern waren der Geschichts- und Geografielehrer Robert Klemensiewicz und die Schriftstellerin Maria Josepha, geb. von Reichmanów. 1892 zog er mit der Familie nach Lemberg, wo er 1904 die Hochschule absolvierte. 1904 bis 1908 studierte er Chemie, Physik und Mathematik an der Fakultät für Philosophie der Universität Lemberg. Im Juli 1908 erwarb er seinen Doktor der Philosophie aufgrund seiner Arbeit  Antimonchlorid(III) als Ionisierungs- und Lösungsmittel, die er im 7. Semester begonnen hatte. Mit einem Stipendium besuchte er dann das Institut von Fritz Haber in Karlsruhe und untersuchte die elektrische Leitfähigkeit in Gasen. 1906 hatte Max Cremer (1865–1935) beobachtete, dass an Glasmembranen in Abhängigkeit von der Acidität der inneren bzw. äußeren Lösung eine Spannung wie bei einer galvanischen Zelle besteht. Darauf aufbauend entwickelten Haber und Klemensiewicz 1909 die Glaselektrode, führten damit Säure/Base-Titrationen durch und veröffentlichten am 28. Januar ihre Ergebnisse. In dieser Zeit legte Søren Sørensen auch die pH-Wert-Skala fest. Jedoch war es zu dieser Zeit noch nicht möglich, ein Glas zu finden, das ausschließlich auf Wasserstoff-Ionen reagiert. Dieses wurde erst 1930 von Duncan McInnes und Malcolm Dole entwickelt.
1912 habilitierte er an der Universität Lemberg. 1913 erhielt er ein Stipendium der Carnegie-Curie-Stiftung für einen Besuch des Radium-Instituts in Paris, wo er bis zum Ausbruch des Ersten Weltkriegs unter Marie Curie arbeitete. Während des Kriegs arbeitete er am Institut Pasteur und in einer Fabrik.
1920 bis 1940 war er ordentlicher Professor der Physik und Elektrotechnik an der Polytechnischen Hochschule Lemberg. Seit 1937 war er Vorsitzender der Fakultät für Physik, Chemie und Maschinenbau. 
1940 bis 1942 war er vom NKWD deportiert nach Kasachstan. Zwischen 1944 und 1956 war er im Iran, Ägypten und Vereinigtem Königreich. Danach war er seit 1956 an der Schlesischen Technischen Universität tätig.
Verheiratet war er mit Stefania geb. Wieniewski. Als begeisterter Skifahrer und Bergsteiger brachte er 1913 das erste polnische Lehrbuch zum Bergsteigen heraus. Bestattet ist er auf dem Friedhof Rakowicki.